# リローン・マーフィー
リローン・マーフィー（Lerone Murphy、1991年7月22日 - ）は、イギリスの男性総合格闘家。グレーター・マンチェスター州マンチェスター出身。マンチェスター・トップチーム所属。UFC世界フェザー級ランキング4位。

## 来歴
小学校からサッカーを経験。ストックポート・カウンティFC、FCユナイテッド・オブ・マンチェスターのジュニアユースでプレーし、リヴァプールFCのトライアルを受けるなど将来を期待されたサッカー選手であったが、16歳の時に深刻な膝の怪我を負い引退した。その後、叔父であり、アミール・カーン、ロッキー・フィールディングなどのボクサーを指導したオリバー・ハリソンのもとでボクシングを経験し、オールパワーズ・ジムで総合格闘技のトレーニングを始めた。

### 総合格闘技
2016年、プロ総合格闘技デビュー。ローカル団体で8戦全勝の戦績を残す。

### UFC
2019年9月7日、UFC初参戦となったUFC 242でズバイラ・ツフゴフと対戦し、1-1の判定ドロー。
2020年7月16日、UFC on ESPN: Kattar vs. Igeでリカルド・ラモスと対戦し、パウンドで1RTKO勝ち。パフォーマンス・オブ・ザ・ナイトを受賞した。
2024年5月18日、UFC Fight Night: Barboza vs. Murphyでフェザー級ランキング12位のエジソン・バルボーザと対戦し、3-0の5R判定勝ち。ファイト・オブ・ザ・ナイトを受賞した。
2024年10月26日、UFC 308でフェザー級ランキング14位のダン・イゲと対戦し、3-0の判定勝ち。
2025年4月6日、UFC on ESPN: Emmett vs. Murphyでフェザー級ランキング8位のジョシュ・エメットと対戦し、3-0の5R判定勝ち。
2025年8月16日、負傷欠場したモフサル・エフロエフの代役を受け、UFC 319でアーロン・ピコと対戦し、右スピニングバックエルボーで1R失神KO勝ち。パフォーマンス・オブ・ザ・ナイトを受賞した。

## 人物・エピソード
- 21歳の時、マンチェスター郊外の理髪店から出たところを銃撃事件に巻き込まれた。この際、顔に1発、首に2発の銃弾を被弾し集中治療室に1週間入ったものの奇跡的に助かったことから、ニックネームの『ザ・ミラクル』（The Miracle）が付いた[6]。
- 既婚者であり、一人息子がいる。

## 戦績
| 総合格闘技 戦績 | 総合格闘技 戦績 | 総合格闘技 戦績 | 総合格闘技 戦績 | 総合格闘技 戦績 | 総合格闘技 戦績 | 総合格闘技 戦績 |
| --------------- | --------------- | --------------- | --------------- | --------------- | --------------- | --------------- |
| 18 試合         | (T)KO           | 一本            | 判定            | その他          | 引き分け        | 無効試合        |
| 17 勝           | 8               | 0               | 9               | 0               | 1               | 0               |
| 0 敗            | 0               | 0               | 0               | 0               | 1               | 0               |

| 勝敗 | 対戦相手                               | 試合結果                                          | 大会名                                                    | 開催年月日     |
| ○    | アーロン・ピコ                         | 1R 3:21 KO（右スピニングバックエルボー→パウンド） | UFC 319: du Pressis vs. Chimaev                           | 2025年8月16日  |
| ○    | ジョシュ・エメット                     | 5分5R終了 判定3-0                                 | UFC on ESPN 65: Emmett vs. Murphy                         | 2025年4月5日   |
| ○    | ダン・イゲ                             | 5分3R終了 判定3-0                                 | UFC 308: Topuria vs. Holloway                             | 2024年10月26日 |
| ○    | エジソン・バルボーザ                   | 5分5R終了 判定3-0                                 | UFC Fight Night: Barboza vs. Murphy                       | 2024年5月18日  |
| ○    | ジョシュア・クリバオ                   | 5分3R終了 判定3-0                                 | UFC Fight Night: Aspinall vs. Tybura                      | 2023年7月22日  |
| ○    | ガブリエル・サントス                   | 5分3R終了 判定2-1                                 | UFC 286: Edwards vs. Usman 3                              | 2023年3月18日  |
| ○    | マクワン・アミルカーニ                 | 2R 0:14 KO（右膝蹴り→パウンド）                   | UFC 267: Błachowicz vs. Teixeira                          | 2021年10月30日 |
| ○    | ダグラス・シウバ・ジ・アンドラージ     | 5分3R終了 判定3-0                                 | UFC on ESPN 20: Chiesa vs. Magny                          | 2021年1月20日  |
| ○    | リカルド・ラモス                       | 1R 4:18 TKO（パウンド）                           | UFC on ESPN 13: Kattar vs. Ige                            | 2020年7月16日  |
| △    | ズバイラ・ツフゴフ                     | 5分3R終了 判定1-1                                 | UFC 242: Khabib vs. Poirier                               | 2019年9月7日   |
| ○    | マノロ・シアナ                         | 1R 2:22 TKO（パウンド）                           | Full Contact Contender 23 【FCCフェザー級タイトルマッチ】 | 2019年5月18日  |
| ○    | エイトン・デ・ペップ                   | 5分3R終了 判定3-0                                 | Celtic Gladiator 22                                       | 2018年11月30日 |
| ○    | ジェームス・マクアーリン               | 5分3R終了 判定3-0                                 | Evolution Of Combat: Fight Night 2                        | 2018年9月1日   |
| ○    | テリー・ドイル                         | 1R 0:42 TKO（左フック→パウンド）                  | FightStar Championship 14                                 | 2018年4月14日  |
| ○    | ネイサン・トンプソン                   | 1R 0:48 TKO（パウンド）                           | Full Contact Contender 19                                 | 2017年9月30日  |
| ○    | ジェイミー・リー                       | 1R 3:55 TKO（スタンドパンチ連打）                 | Full Contact Contender 18                                 | 2017年4月15日  |
| ○    | タイラー・ジョン・トーマス             | 1R 1:55 TKO（パンチ連打）                         | Tanko Fighting Championships 3                            | 2017年2月11日  |
| ○    | マーティン・フーダ・アファナ・ビポウナ | 5分3R終了 判定3-0                                 | Full Contact Contender 15                                 | 2016年3月5日   |

## 獲得タイトル
- Full Contact Contenderフェザー級王座（2019年）

## 表彰
- UFC ファイト・オブ・ザ・ナイト（1回）
- UFC パフォーマンス・オブ・ザ・ナイト（2回）